# حوضه‌های چرخند حاره‌ای

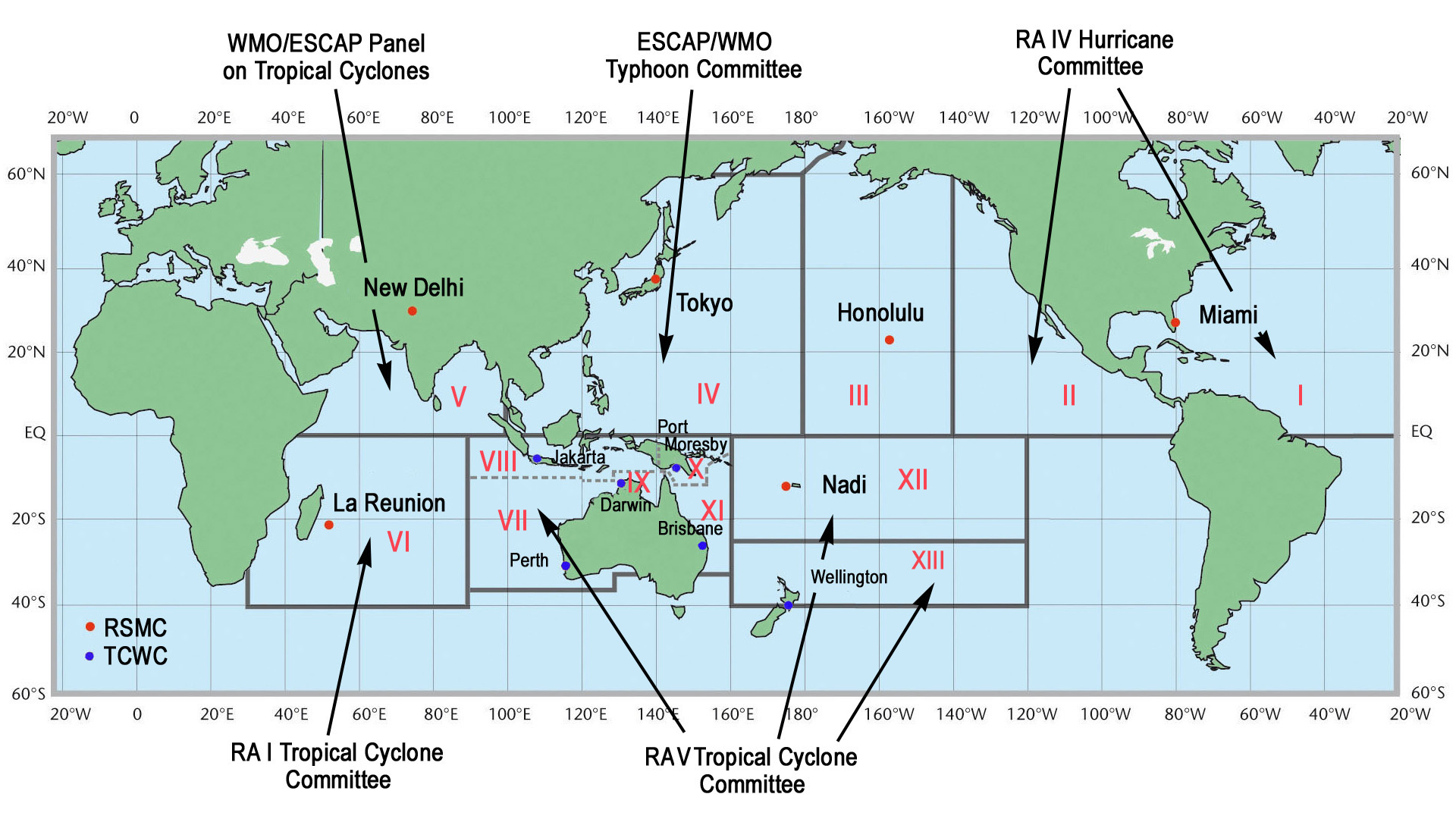
حوضه‌های رسمی چرخند حاره‌ای

به‌طور سنتی، مناطق شکل‌گیری چرخند حاره‌ای به هفت حوضه تقسیم می‌شوند. این حوضه‌ها شامل اقیانوس اطلس شمالی، بخش‌های غربی و شرقی اقیانوس آرام شمالی، جنوب‌غرب اقیانوس آرام، جنوب‌غرب و جنوب‌شرق اقیانوس هند و شمال اقیانوس هند (دریای عرب و خلیج بنگال) است. غرب اقیانوس آرام فعال‌ترین حوضه و شمال اقیانوس هند دارای کمترین مقدار فعالیت است. به‌طور متوسط سالانه ۸۶ مورد از توفان‌های حاره‌ای که در سراسر جهان تشکیل می‌شوند، از نظر شدت در دسته چرخند حاره‌ای دسته‌بندی می‌شوند و در ۴۷ مورد، شدت توفان به سطح توفند یا تیفون می‌رسد. در ۲۰ مورد نیز شدت توفان‌ها به اندازه‌ای است که در دسته چرخند حاره‌ای شدید، ابَرتیفون یا توفند بزرگ قرار می‌گیرند (شدت حداقل رده ۳ در مقیاس سافیر–سیمپسون).

## دید کلی حوضه‌ها
| حوضه‌های چرخند حاره‌ای و مراکز رسمی هشدار        | حوضه‌های چرخند حاره‌ای و مراکز رسمی هشدار                                                    | حوضه‌های چرخند حاره‌ای و مراکز رسمی هشدار | حوضه‌های چرخند حاره‌ای و مراکز رسمی هشدار |
| حوضه                                           | مرکز هشدار                                                                                 | مختصات جغرافیایی محدوده مسئولیت | منابع                                   |
| ---------------------------------------------- | ------------------------------------------------------------------------------------------ | --- | --------------------------------------- |
| نیم‌کره شمالی                                   |                                                                                            | |                                         |
| توفند شمال اقیانوس اطلس توفند شرق اقیانوس آرام | مرکز ملی توفند ایالات متحده مرکز توفند اقیانوس آرام مرکزی ایالات متحده                     | استوا به سمت شمال، ساحل آفریقا تا ۱۴۰ درجه غربی استوا به سمت شمال، ۱۴۰ تا ۱۸۰ درجه غربی                                                          | [ ۲ ]                                   |
| تیفون غرب اقیانوس آرام                         | مرکز هواشناسی ژاپن                                                                         | استوا تا مدار ۶۰ درجه شمالی، ۱۰۰ تا ۱۸۰ درجه شرقی                                                                                                | [ ۳ ]                                   |
| چرخند حاره‌ای شمال اقیانوس هند                  | اداره هواشناسی هند                                                                         | استوا به سمت شمال، ۴۵ تا ۱۰۰ درجه شرقی |                                         |
| نیم‌کره جنوبی                                   |                                                                                            | |                                         |
| چرخند حاره‌ای جنوب-غرب اقیانوس هند              | متئو فرانس یونیون                                                                          | استوا تا مدار ۴۰ درجه جنوبی، ساحل آفریقا تا ۹۰ درجه شرقی                                                                                         | [ ۴ ]                                   |
| چرخند حاره‌ای منطقه استرالیا                    | آژانس هواشناسی و ژئوفیزیک اندونزی سرویس ملی هواشناسی پاپوآ گینه نو اداره هواشناسی استرالیا | استوا تا مدار ۱۰ درجه جنوبی، ۹۰ تا ۱۴۱ درجه شرقی استوا تا مدار ۱۰ درجه جنوبی، ۱۴۱ تا ۱۶۰ درجه شرقی مدار ۱۰ تا ۳۶ درجه جنوبی، ۹۰ تا ۱۶۰ درجه شرقی | [ ۵ ]                                   |
| چرخند حاره‌ای جنوب اقیانوس آرام                 | خدمات هواشناسی فیجی مت‌سرویس                                                                | استوا تا مدار ۲۵ درجه جنوبی، ۱۲۰ تا ۱۶۰ درجه شرقی مدار ۲۵ تا ۴۰ درجه جنوبی، ۱۶۰ درجه شرقی تا ۱۲۰ درجه غربی                                       | [ ۵ ]                                   |